# Joe Eszterhas
József A. "Joe" Eszterhas (Csákánydoroszló, Hungría, 23 de noviembre de 1944) es un escritor estadounidense de origen húngaro, conocido por su trabajo en los filmes de erotismo pulp Basic Instinct y Showgirls. Es autor de libros de no-ficción, entre ellos su autobiografía titulada Hollywood Animal. Fue editor de Rolling Stone desde 1971 hasta 1975.

## Primeros años
Eszterhas es hijo de María Bíró y István Eszterhas. De niño fue criado en un campo de refugiados en Austria. Sus padres se mudaron a la ciudad de Nueva York, y luego a Cleveland donde pasaría casi toda su infancia viviendo en barrios pobres de inmigrantes. Su madre padecía una enfermedad mental que la separó de su familia al entrar en la adolescencia. Su padre era católico, editor de un periódico y autor.
Joe asistió a la Universidad de Ohio, pero no se graduó.
Fue reportero del periódico local The Plain Dealer donde obtuvo su primer atisbo de notoriedad al presentar fotos en color de la masacre de My Lai en Vietnam, las cuales mostraban a soldados estadounidenses asesinando a civiles vietnamitas. A pesar de que se enfadó por la incredulidad del periódico acerca de la autenticidad de las fotos, este le permitió que intentara vender las fotos por 125.000 dólares. Sin embargo algunos medios usaron las fotos sin permiso lo que provocó una depreciación. Terminó recibiendo solo 20.000 dólares de la revista Life.
Una segunda ocasión de notoriedad le sobrevino en relación con un editor del Cleveland Plain Dealer, que por su cuenta botó un pequeño barco para navegar desde Estados Unidos a Inglaterra. El Plain Dealer no tenía intención de patrocinar tal viaje. Pero sin embargo cuando el hombre se encontraba próximo a culminar su aventura, aquel fletó un avión para que volara bajo y le lanzara sudaderas al editor con el nombre del periódico. Según la descripción de los hechos que realizó Eszterhas, el editor recuperó las sudaderas pero cuando vio lo que eran, las echó por la borda. Eszterhas fue despedido.
Eszterhas fue editor de la revista Rolling Stone desde 1971 hasta 1975. Fue nominado en los premios National Book Award por su obra de no ficción Charlie Simpson's apocalypse en 1974. 
Poco después se casaría con Gerry Javor y tendría dos hijos. En 1994 se casó con Naomi Bakar, tienen cuatro hijos.
El caso de Cantrell contra Forest City Publishing es uno de los pocos casos de falsedad que han sido escuchados por el Tribunal Supremo de Estados Unidos y con el que Eszterhas estuvo relacionado. Eszterhas cubrió como reportero del Plain Dealer el colapso de un puente sobre el río Ohio incluido la entrevista a la viuda de uno de los hombres que murieron en el desastre. Meses después de la tragedia él y un fotógrafo visitaron el hogar de Margaret Cantrell. Ella no se encontraba en casa pero hablaron con los hijos y tomaron fotografías. El reportaje del suplemento dominical se centraba en la pobreza de la familia y contenía ciertas inexactitudes. Eszterhas lo escribió como si hubiese hablado con ella, describiendo su estado de ánimo y sus actitudes hacia el suceso. Cantrell presentó una demanda por intromisión en su intimidad y el Tribunal Supremo terminó ratificando una indemnización de 60000 dólares.

## Fama como guionista
El primer guion de Eszterhas que se produjo fue Símbolo de fuerza, dirigida por Norman Jewison y, aunque Sylvester Stallone afirmó que escribió la mayor parte del guion, Eszterhas lo niega. Después colaboró en el guion de la muy exitosa Flashdance, de 1983. Otras películas cuyo guion ha escrito son Al filo de la sospecha, Jade, El sendero de la traición y Acosada.
Eszterhas volvió al primer plano en 1992 escribiendo el guion del gran éxito de taquilla Basic Instinct.
En 1995 escribió Showgirls. Su guion ganó el premio Golden Raspberry Award al peor guion del año. La explicación de Eszterhas acerca del fracaso del filme, según su libro más reciente, fue que se echó a perder por la aventura entre el director y la estrella femenina. La película, sin embargo, disfrutó de un gran éxito en el mercado del video doméstico, generando más de 100 millones de dólares en alquiler y convirtiéndose en uno de los veinte más vendidos de todos los tiempos de la MGM.
A raíz de Basic Instinct, centró su interés en la producción, haciendo dos películas en 1997, las cuales también escribió. La primera, Ídolos, mentiras y Rock'n'Roll, estuvo bien considerada por la crítica y el público pero no llegó a buenas recaudaciones. El segundo fue el fracaso ¡Arde Hollywood!, que ganó varios premios Golden Raspberry, dos de ellos para él: otro premio al peor guion y uno al peor actor secundario (un cameo en el que un subtítulo lo describía como «con pene implantado»).
En el periodo de 1997 a 2006 no se produjo ningún guion de Eszterhas. Su último proyecto, Szabadság, szerelem, se estrenó en 2006 y entró por invitación en la sección oficial del Festival de Berlín 2007.

## Otros trabajos
Eszterhas ha escrito varios best-seller, entre ellos Una rapsodia americana, obra autobiográfica sobre la política en Hollywood, en la que superpone su vida como joven refugiado de la Segunda Guerra Mundial y su vida como jugador de Hollywood. Un tercer libro, The Devil's Guide to Hollywood (Guía de Hollywood del diablo), se publicó en septiembre de 2006
Su último libro, Crossbearer: A Memoir of Faith (El portador de la cruz: memorias de fe), fue publicado el 2 de septiembre de 2008 por St. Martin's Press. La obra cuenta la historia de su regreso a la práctica del catolicismo y su reencuentro de la devoción a Dios y la familia después de haber sobrevivido a un cáncer de garganta diagnosticado en 2001.

## Filmografía
- F.I.S.T.(Símbolo de fuerza) (1978)
- Flashdance (1983)
- Al filo de la sospecha (1985)
- Una banda de dos (1987)
- Corazones de fuego (1987)
- El sendero de la traición (1988)
- Un yuppie con estrés (1989)
- La caja de música (1989)
- Basic Instinct (1992)
- Sin escape: ganar o morir (1993)
- Acosada (1993)
- Showgirls (1995)
- Jade (1995)
- Ídolos, mentiras y rock & roll (1997)
- ¡Arde Hollywood! (1997)
- Szabadság, szerelem (2006)